# Сениця Павло Іванович
Павло Іванович Сениця (* 23 вересня 1879, Максимівка (в інших джерелах — Дем'янці), Полтавська губернія — † 3 липня 1960, Москва, Росія) — видатний український композитор-модерніст і фольклорист.

## Життєпис
Навчався в Московській консерваторії (1909) спочатку на вокальному факультеті (клас А. Мазетті), потім на контрабасі (клас А. Мартинова), з 1906 року — композиторський факультет (класи О. Ільїнського та С. Василенка). Після закінчення консерваторії там працював викладачем музичних теоретичних дисциплін. Товаришував з Болеславом Яворським та Сергієм Танєєвим.
У 1921—1931 збирав і впорядковував музичний фольклор.
Влітку 1923 року в Празі відбувся авторський концерт композитора. В цьому ж році в Харкові відбувся концерт Українського художнього вокального квартету з програмою «Три ЕС» (Стеценко, Степовий, Сениця).
Напередодні прем'єри симфонії № 2 «Де-не-де тополі» (першого модерністського твору в історії української музики) стався конфлікт між автором та інспектором відділу мистецтв Головполітосвіти, композитором Пилипом Козицьким. В результаті чого симфонія була виконана… без першої частини! Таку дію композитор сприйняв як акт вандалізму. В політичних колах П. Сениця був затаврований як контрреволюціонер. Було заборонено виконання і видання його творів на цілі десятиліття.
Помер у Москві.
Його ім'я носить дитяча музична школа міста Переяслава.

## Творчість
Твори:
- опери «Життя — це сон» (за Кальдероном), «Наймичка» (за Шевченком, не (закінчена);
- симфонія № 1 фа мажор (1905), симфонія № 2 «Де-не-де тополі» (1912),
- вісім струнних квартетів, увертюра для симфонічного оркестру,
- «Скерцо», «Музичний малюнок» та «Пісня без слів» для фортепіано,
- дві «Думи» для віолончелі з фортепіано,
- «Легенда» для скрипки і фортепіано,
- хори, солоспіви (понад 50), обробки народних пісень.

Вокальні твори Сениці написані на поезії Т. Шевченка, М. Рильського, П. Тичини, М. Філянського, О. Олеся, М. Шаповала, О. Неприцького-Грановського. В українській музиці 20 ст. твори Сениці, особливо інструментальні, мали новаторське значення.

## Фольклористика
Наукові праці:
- «Сучасна українська музика» (1923),
- «Українська вокальна музика» (1925),
- «Українські народні пісні, записані у Волинській губернії М. Некозаченком» (1926),
- «П. Демуцький, нарис з його життя і критичний аналіз праць» (1931).